# Breathe In Life
Breathe In Life es el álbum debut de la banda francesa de metalcore y deathcore Betraying The Martyrs. Fue lanzado el 20 de septiembre de 2011 a través de las discográficas Sumerian Records en Norteamérica y Listenable Records en Europa. Es el primer álbum con Aaron Matts como vocalista, Lucas D'angelo como guitarrista y el último con Antoine Salin en la batería. El álbum fue mezclado por Charles J. Wall y la carátula fue diseñada por el bajista de la banda Valentin Hauser.  La canción Life Is Precious tiene una colaboración con el antiguo vocalista Eddie Czaicki.

## Lista de canciones
| N.º   | Título                                                                                         | Duración |  |
| 1.    | «Ad Astra»                                                                                     | 1:30     |  |
| 2.    | «Martyrs»                                                                                      | 4:13     |  |
| 3.    | «Man Made Disaster»                                                                            | 4:12     |  |
| 4.    | «Because Of You»                                                                               | 4:40     |  |
| 5.    | «Tapestry Of Me»                                                                               | 4:36     |  |
| 6.    | «Liberate Me Ex Inferis»                                                                       | 1:50     |  |
| 7.    | «Leave It All Behind»                                                                          | 4:56     |  |
| 8.    | «Life Is Precious» (con Eddie Czaicki ex Betraying The Martyrs)                                | 4:39     |  |
| 9.    | «Love Lost»                                                                                    | 4:40     |  |
| 10.   | «Azalee»                                                                                       | 3:44     |  |
| 11.   | «When You're Alone» (con Kevin Traoré de As They Burn y Steve Garner de The Bridal Procession) | 3:52     |  |
| 42:52 |                                                                                                |          |  |

## Créditos
Betraying The Martyrs
- Aaron Matts - voz gutural
- Victor Guillet - teclado, sintetizador, voz
- Lucas D'Angelo - guitarra, coros
- Baptiste Vigier - guitarra
- Valentin Hauser - bajo
- Antoine Salin - batería, percusión

Artistas invitados
- Eddie Czaicki (ex Betraying The Martyrs, ex Darkness Dynamite) voz en Life Is Precious
- Kevin Traore (As They Burn) voz en When You're Alone
- Steve Garner (The Bridal Procession) voz en When You're Alone

Producción
- Producido por Betraying The Martyrs
- Mezclado y masterizado por Charles J. Wall en los estudios Sonic Assault
- Fotografía por Valentin Hauser